# Karl Heinz Esser (Kunsthistoriker)
Karl Heinz Esser (* 8. Juni 1912 in Bonn; † 3. September 1999) war ein deutscher Kunsthistoriker. Von 1952 bis 1977 war er Direktor der Mainzer Museen.

## Leben
Esser wurde als Sohn eines Medizinprofessors der Bonner Universität geboren. Er studierte Kunstgeschichte an der Universität Marburg, am 17. August 1937 beantragte er die Aufnahme in die NSDAP und wurde rückwirkend zum 1. Mai desselben Jahres aufgenommen (Mitgliedsnummer 4.614.981). 1940 wurde er an der Universität Bonn bei Alfred Stange mit einer Arbeit zur Wallfahrtskirche zu Vierzehnheiligen zum Dr. phil. promoviert.
Auf Vermittlung von Stange trat Esser dem Einsatzstab Reichsleiter Rosenberg (ERR) bei und war in der Folge am Raub von Kulturgütern, insbesondere von Bibliotheken im Baltikum, in der Ukraine und in Belgien beteiligt. 1941 beschäftigte er sich mit der Verwertung der Bibliothek des nach Russland geflohenen Julius Genss. 1943 wurde er zum Obereinsatzführer ernannt und vom Sonderstab an die „Einsatzstelle Brüssel“ versetzt. Im OSS (USS Office of Strategic Services) Art Looting Intelligence Unit (ALIU) Reports 1945-1946 and ALIU Red Flag Names List and Index wird er auch als Mitarbeiter des ERR in Paris genannt.
Esser war ferner „Einsatzleiter“ einer „Arbeitsgruppe Estland“ und einer mit dem Namen Ingermanland, beide als Teil der „Hauptarbeitsgruppe“ (HAG) Ostland des ERR.
Nach dem Krieg holte ihn sein Bonner Studienkollege und Freund Fritz Arens als Assistent an die Museen in Mainz. Bereits 1952 wurde er als Nachfolger von Arens zum Direktor der Städtischen Gemäldegalerie und des Altertumsmuseums berufen, die er anschließend, nach Verhandlungen mit dem Land Rheinland-Pfalz und der Stadt Mainz, 1967 zum „Mittelrheinischen Landesmuseum  Mainz“ vereinigte. Esser kuratierte die Ausstellungen im Mainzer Museum, das er nach seinem Dienstantritt, bedingt durch die Kriegsschäden und die Erweiterung des Hauses, auf- und ausbaute. Unter anderem betrieb er den Anbau in der Schießgartenstraße in den 1970er Jahren. Esser veröffentlichte zahlreiche Schriften zur Kunst- und Architekturgeschichte, wobei sein Hauptinteresse der Baugeschichte von Mainz und seiner Umgebung galt. An den Diskussionen um den „Mainzer Marmorkopf“ war er maßgeblich beteiligt.  Zum 30. Juni 1977 ging Esser in den Ruhestand. Er starb 87-jährig im Jahr 1999.